# Der Weg einer Freiheit
Der Weg einer Freiheit ist eine deutsche Post-Black-Metal-Band aus Würzburg (Bayern).

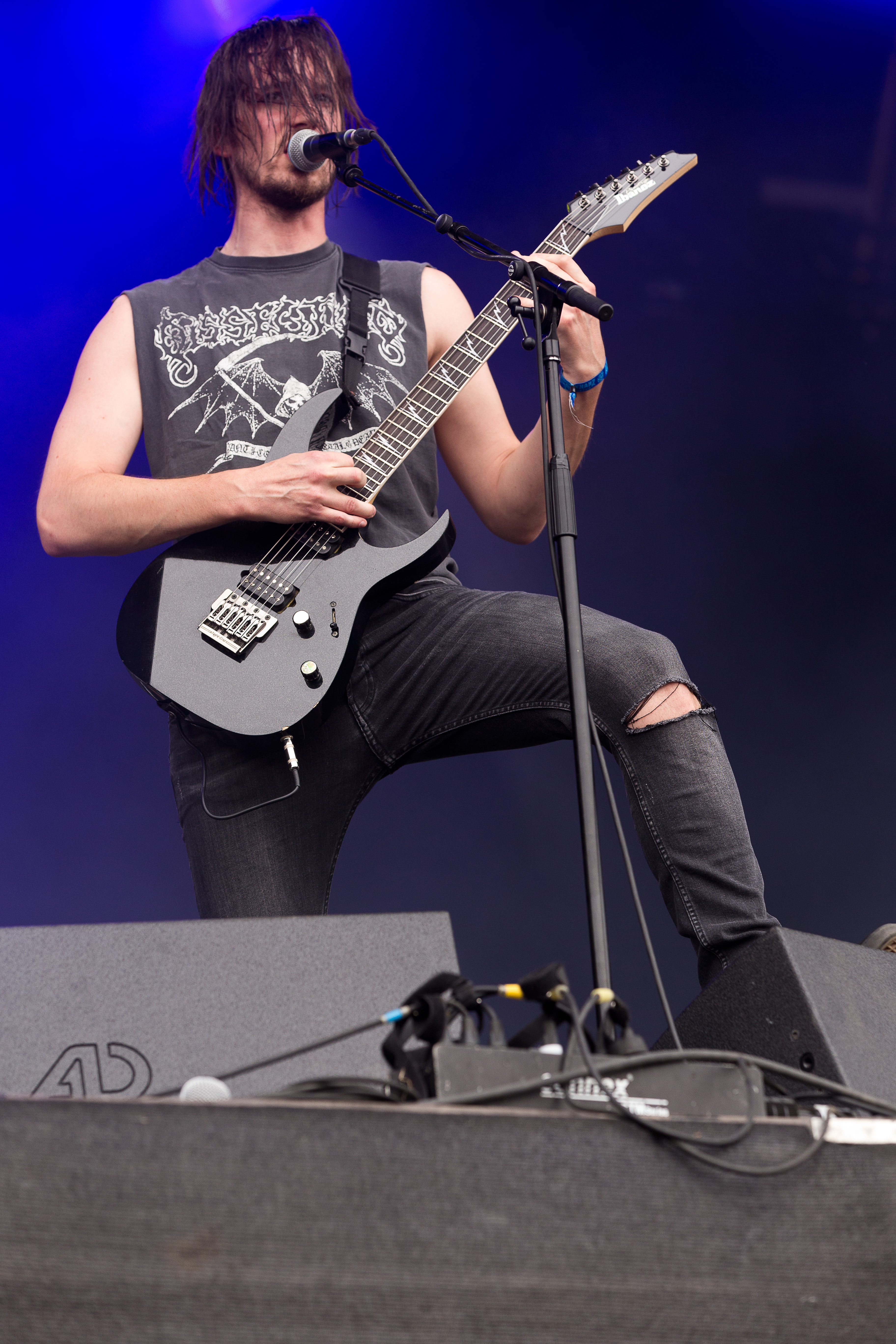
Sänger Nikita Kamprad auf dem Rockharz 2016

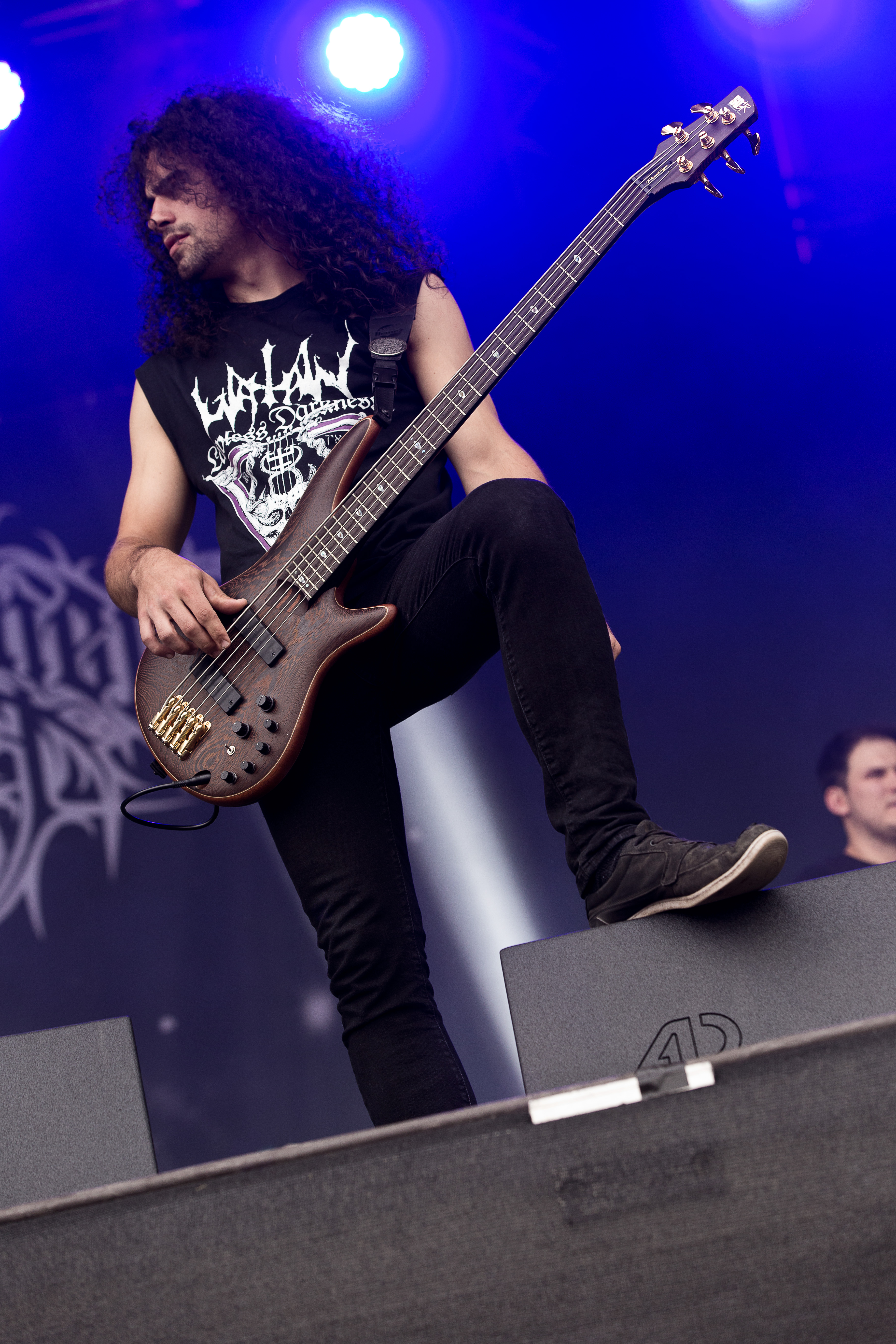
Bassist Giuliano Barbieri auf dem Rockharz 2016

## Geschichte
Nikita Kamprad lernte Tobias Jaschinsky kennen, als er zu der Band Frostgrim hinzustieß. Diese löste sich jedoch ein halbes Jahr, nachdem Kamprad beigetreten war, auf, da die Mitglieder sich nicht auf einen gemeinsamen Stil einigen konnten. Kamprad und Jaschinsky gründeten Der Weg Einer Freiheit. Beide spielten zudem in der Deathcore-Band Fuck Your Shadow From Behind, die von 2007 bis 2010 bestand. Auch im Musikstil dieser Band waren Einflüsse des Black Metal heraushörbar.
In Eigenregie nahmen sie das Album Der Weg einer Freiheit auf und veröffentlichten es am 1. Februar 2009. Sie verwendeten für die Aufnahmen einen Drumcomputer. Es ist auf 200 Stück limitiert.
Am 7. Mai 2010 veröffentlichten sie das Album Der Weg einer Freiheit via Viva Hate Records erneut. Der Drumcomputer wurde dabei durch den Schlagzeuger Christian Bass ersetzt. Auch sämtliche anderen Instrumente wurden neu eingespielt. Zudem enthält die Wiederveröffentlichung einen Bonustitel. Bei Viva Hate Records stehen auch Bands wie Agalloch und Xasthur unter Vertrag.
Die nächste Veröffentlichung war die am 1. Juli 2011 erschienene EP Agonie. Im Rahmen der Ankündigung wurde auch bekannt gegeben, dass Christian Bass aufgrund von zeitlichen Problemen nach den Aufnahmen zu der EP die Band verlassen hatte. Er wurde durch Tobias Schuler ersetzt.
Seit der Gründung spielte die Gruppe mit bekannten Bands wie Wolves in the Throne Room, Neaera, The Black Dahlia Murder, War from a Harlots Mouth und Despised Icon, die der Hardcore-Szene zugeschrieben werden. Die Band hatte einen Auftritt beim Summer Breeze 2011. Außerdem trat die Band beim Barther Metal Open Air 2011 mit bekannten Szenegrößen wie Skyforger, Finsterforst, Postmortem, Kromlek und Svartsot auf. Im selben Jahr war die Band auf dem Wolfszeit Festival in Crispendorf gemeinsam mit Eisregen, Fimbulvet, Wolfchant, Equilibrium, Heidevolk, Primordial, Varg und Watain zu sehen.
Am 29. Juni 2012 veröffentlichte die Gruppe das zweite Album unter dem Titel Unstille über Viva Hate Records. Im Juli 2012 spielte die Band auf dem Extremefest in St. Pölten und bei Hünxe und trat kurz darauf im Vorprogramm von The Black Dahlia Murder und Darkest Hour auf.
Die Band gab am 8. Oktober 2012 den Ausstieg des Sängers Tobias Jaschinsky bekannt. Nikita Kamprad übernahm seitdem den Gesang zusätzlich zu seiner Gitarristentätigkeit. Anfang März 2013 startete die Gruppe gemeinsam mit Heretoir eine Support-Tour für Agrypnie durch Deutschland, Österreich und die Schweiz.
Im Jahr 2013 folgten weitere Auftritte unter anderem auf dem Ragnarök-Festival und dem Summer Breeze 2013 und weitere Headliner-Shows in ganz Deutschland, Österreich und der Schweiz.
2014 tourte die Band mit The Ocean erfolgreich durch Deutschland. Weitere Auftritte erfolgten in der Tschechischen Republik sowie auf dem With Full Force Festival.
Nach der Veröffentlichung des Albums Stellar 2015 auf dem Label Season of Mist tourte Der Weg einer Freiheit für drei Wochen mit Downfall of Gaia durch Europa. Auftritte beim Hellfest Open Air und Graspop Metal Meeting folgten, eine geplante US-Tour wurde im September aufgrund Problemen mit den Einreisegenehmigungen abgesagt.
Im Jahr 2016 wurde eine weitere große Headliner-Tournee durch ganz Europa gespielt, im Sommer trat die Band erstmals auf dem Wacken Open Air und der Full-Metal-Cruise-Kreuzfahrt auf. Danach wurde ohne Angabe von Gründen mitgeteilt, dass man sich am 8. September 2017 von Bassist Giuliano Barbieri getrennt hat. Die Festivals und die Europatournee mit der portugiesischen Band Moonspell wurden zu dritt mit Bass vom Band gespielt. Danach wurde das neue Album Finisterre aufgenommen.
Kurz nach der Studiopause trat die Band einige Male mit Heaven Shall Burn europaweit auf. Auf diesen Konzerten wurde Nico Ziska als neuer Bassist vorgestellt. Auf den Sommerfestivals 2017 wurde mit ehemaligem Gitarrist Nico Rausch gespielt und im August 2017, nach dem Summer Breeze 2017,  wurde bekannt, dass Sascha Rissling die Band verlassen würde, um sich auf sein Studio-Geschäft und andere musikalische Projekte zu konzentrieren. Nach dem Release von Finisterre wurde das Album im Herbst 2017 bei Konzerten in ganz Europa präsentiert.
Für den Herbst 2025 wurde eine Europatour angekündigt, bei der ein neues Album im Mittelpunkt stehen wird.

## Stil
Die Lieder bauen vorwiegend auf der für den schwedischen Black Metal typischen recht melodiös gehaltenen Gitarrenspielweise auf. Kamprad, der als Einflüsse Orlog, 1349, Negator und Imperium Dekadenz sowie Nagelfar, Drautran, Nocte Obducta, Emperor und Dissection nennt, ist alleinig für die Kompositionen verantwortlich; gegenüber der Band Frostgrim verfolgen sie „einen eher progressiveren Stil“. Michael Bembas von Metal-News.de verglich die Band mit Agrypnie sowie dem schwedischen Black Metal. Hawks von Sputnicmusic schrieb, dass sich die Band mit ihrer guten Produktion vom norwegischen Black Metal abgrenze, verglich den Gesang dennoch mit dem von Nocturno Culto (Darkthrone).
Die Texte, die sich „um persönliche Gefühle und Sinneseindrücke, Gedanken an Vergangenes oder Abgründe der menschlichen Gesellschaft“ sowie „Angst, Einsamkeit und Hoffnungslosigkeit“ drehen, sind größtenteils in deutscher Sprache gehalten; während „der Black Metal vor allem auf satanischem Hintergrund basiert“, ist Kamprad der Meinung, dass „das bei DER WEG EINER FREIHEIT nicht viel zu suchen hat“. In dem Lied Neubeginn ist ein Einspieler einer Rede aus Charlie Chaplins Der große Diktator zu hören. Die Band ordnet sich dennoch dem Black Metal zu.

„Das einzige, was ich für die Zukunft versprechen kann, ist, dass DER WEG EINER FREIHEIT weiterhin dem Black Metal treu bleibt und nichts an seinen Melodien, Gefühlen und Intensität verlieren wird.“

## Rezeption
Das Debütalbum bekam vorwiegend positive Kritiken, so dass ihnen in der Zeitschrift Metal Hammer sogar „das Potenzial zu […] Endstille und Negator aufzuschließen“ (Anzo Sadoni : Metal-Hammer.de) zugesprochen wurde. Auch Powermetal.de und Vampster rezensierten das Album positiv. Ihr Debütalbum wurde als eines der besten der letzten Jahre aus dem Black-Metal-Umfeld bezeichnet.
Der Band wurde ein hohes Talent bescheinigt. Iskharian von dark-news.de schrieb: „Man sollte die Franken auf jeden Fall im Auge behalten, denn hier wächst eine deutsche Black Metal Hoffnung [sic] heran.“
Finisterre von 2017 bezeichnete Stefan Frühauf von dark-festivals.de als „stimmiges Gesamtkunstwerk irgendwo zwischen Anspruch und Härte“.

## Diskografie

### Alben
- 2009: Der Weg einer Freiheit (CD/CDR/LP; Viva Hate Records) CDR im Eigenvertrieb veröffentlicht.
- 2012: Unstille (CD/CD+7"/LP/LP+7"; Viva Hate Records)
- 2015: Stellar (CD/2xLP/2x12"; Season of Mist)
- 2017: Finisterre (CD/MC/2x12"; Season of Mist)
- 2021: Noktvrn (CD/MC/2x12″-Vinyl, Season of Mist)

### EPs
- 2011: Agonie (CD/12"; Viva Hate Records)
- 2012: Wacht / In die Weiten (7"; Viva Hate Records)
- 2015: Stellar (7"; Season of Mist)

### Live-Alben
- 2019: Live in Berlin (digital/LP, Season of Mist)